# 安妮·塞克斯顿
安妮·塞克斯顿（Anne Sexton，1928年11月9日—1974年10月4日）是一位美国诗人，以其高度个人化的自白诗知名。
1967年获普利策诗歌奖。她诗歌的主题包括她的自杀倾向、与抑郁间长期的搏斗以及其他许多与其私生活相联系的内容，包括与丈夫和孩子的关系。